# St. Rochus (Zweifall)

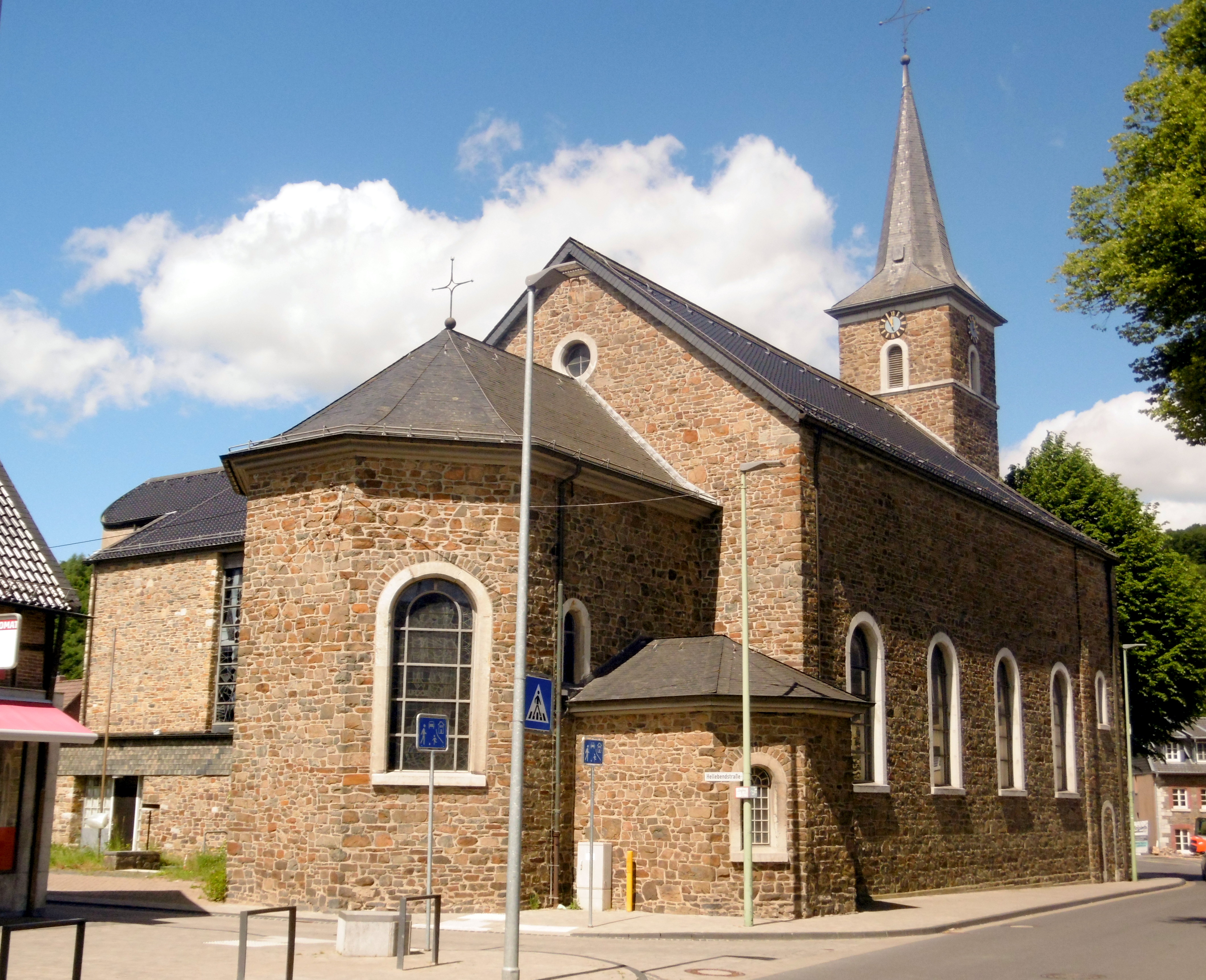
St. Rochus in Zweifall

St. Rochus ist die römisch-katholische Pfarrkirche des Stolberger Stadtteils Zweifall in der Städteregion Aachen in Nordrhein-Westfalen. Das Gotteshaus ist dem hl. Rochus von Montpellier geweiht.

## Lage
St. Rochus befindet sich inmitten des Dorfes Zweifall in der Eifel. Das Gotteshaus befindet sich an der Ecke Jägerhausstraße (L24) / Hellebendstraße.

## Geschichte
Eine erste Kapelle in Zweifall wurde 1521 von den Bewohnern des Ortes auf eigene Kosten erbaut. Zu dieser Zeit zählte Zweifall zur Pfarre Simmerath. Am 1. Oktober 1522 genehmigte das Aachener Marienstift, dem die Simmerather Pfarrei inkorporiert war, nachträglich den Bau dieser Kapelle und erhob Zweifall zur Filiale mit eigenem Priester. Zuvor hatte es in Zweifall kein eigenes Gotteshaus gegeben.
Die Reformation fasste in Zweifall Fuß, sodass sich 1575 eine lutherische Gemeinde bildete, die auch zeitweise die Kapelle beschlagnahmte. Zwischen 1609 und 1622 war die Kapelle Gotteshaus der evangelischen Gemeinde, wurde dann aber wieder den Katholiken des Ortes überlassen.
Im Zuge der Besetzung des Rheinlandes durch die Franzosen und die durch diese eingeleitete Pfarrumschreibung, wurde Zweifall von der Mutterpfarre Simmerath abgetrennt und 1804 zur eigenständigen Pfarrei erhoben. Bereits Anfang des 19. Jahrhunderts wurde die Kapelle, seit 1804 Pfarrkirche, zu klein für die angewachsene Bevölkerungszahl, sodass die preußische Regierung 1819 einen Kirchenneubau genehmigte. Jedoch dauerte es noch bis 1850, ehe wirklich mit dem Neubau begonnen werden konnte. So plante der Stolberger Bauingenieur Carl de Berghes die heutige Pfarrkirche. Die Grundsteinlegung fand am 11. August 1850 statt und die erste heilige Messe konnte am 10. Oktober 1852 gefeiert werden. Im Anschluss wurde die alte Kirche von 1521 abgerissen.

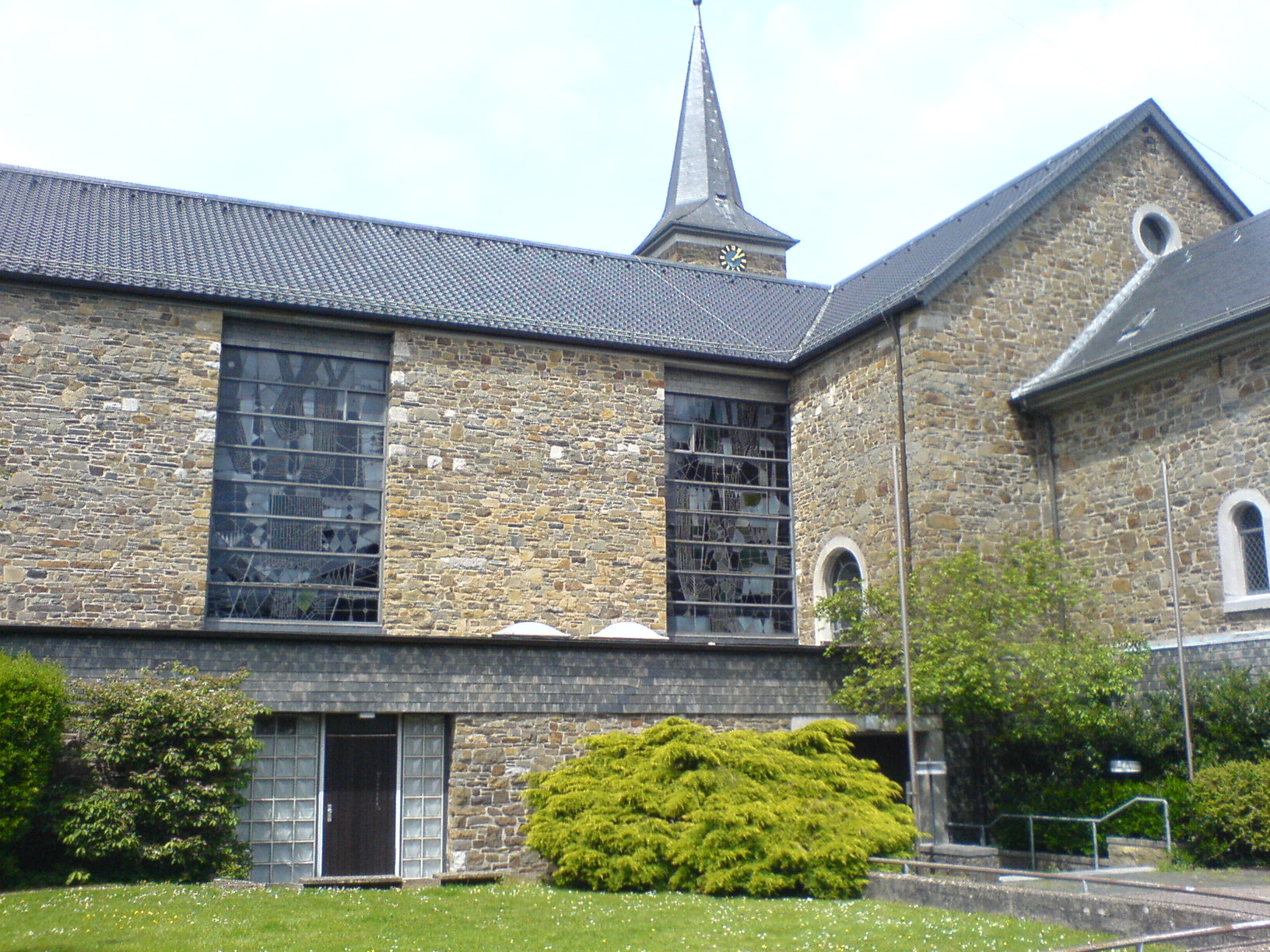
St. Rochus Erweiterungsbau

Den Zweiten Weltkrieg überstand die Kirche nahezu unbeschadet, wurde jedoch in der Nachkriegszeit für die stark gewachsene Gemeinde zu klein, sodass eine Erweiterung beschlossen wurde. So wurde die Südwand in drei der vier Joche des Langhauses abgerissen und daran anschließend zwischen 1962 und 1964 der Erweiterungsbau gesetzt, wodurch eine Art Doppelkirche in L-Form entstanden ist. Die Pläne zur Erweiterung lieferte der Simmerather Architekt Peter Heinen. Am 2. August 1964 wurde die erweiterte Kirche durch den Aachener Bischof Johannes Pohlschneider konsekriert.

## Architektur
Der alte, in 1850/52 erbaute Teil der Kirche ist eine einschiffige und vierjochige Saalkirche mit einem vorgebauten Glockenturm mit achtseitiger Haube im Westen und einem einjochigen Chor im Osten, der dreiseitig geschlossen ist. Die Fenster sind rundbogig und mit Blaustein eingefasst. Das gesamte Gebäude ist aus Bruchsteinen errichtet und wird von einem Kreuzrippengewölbe überspannt. Der Anbau von 1962/64 ist senkrecht an die Südwand der alten Kirche ebenfalls als Saalkirche aus Bruchsteinen, jedoch in modernen Formen, angebaut. Die Fenster sind rechteckig und reichen über die ganze Wandhöhe. In der südlichen Wand befindet sich eine halbrunde Apsis mit dem Altar. Der Innenraum wird von einer Holzdecke überspannt, welche die Dachneigung erkennen lässt.

## Ausstattung
Im neuen Kirchenteil befinden sich ein Altar aus Kalkstein des Künstlers Heinz Tobolla aus dem Jahr 1964, ein Tabernakel des Künstlers L. Mohnen aus Stolberg, ein Edelstahlkreuz aus dem Jahr 1972 von Albert Sous und ein Ambo aus Blaustein mit Bronzereliefs der vier Evangelisten aus dem Jahr 1964 von Heinz Tobolla. Die Buntglasfenster im neuen Teil schuf Hermann Gottfried 1963.
Im alten Teil der Kirche befindet sich im alten Chor ein Taufbecken aus Blaustein aus dem Jahr 1662. Weiterhin befinden sich zwei barocke Seitenaltäre aus Holz aus dem 17. Jahrhundert in der Kirche. Taufstein, wie Seitenaltäre wurden noch aus der 1521 erbauten Vorgängerkapelle übernommen. Erwähnenswert sind auch die Figur des Pfarr- und Kirchenpatrons, des hl. Rochus, eine Holzarbeit des 17. Jahrhunderts, ebenfalls aus der Vorgängerkirche übernommen, und die Kommunionbank. Die 14 Kreuzwegstationen wurden 1886 in Öl auf Zinkplatten gemalt. Drei Buntglasfenster im alten Kirchenteil stammen aus den Jahren 1897/98 und wurden von Hans Müller-Hickler entworfen. Sie zeigen Darstellungen des hl. Franz Xaver, des hl. Hieronymus und des hl. Gregor des Großen. Drei Fenster sind Werke von Walther Hugo Brenner aus dem Jahr 1951. Davon ist das Fenster im Schiff abstrakt gehalten und die beiden Fenster im Chor zeigen den Kirchenpatron Rochus von Montpellier und den hl. Sebastian.

## Pfarrer
Folgende Priester wirkten bislang als Pfarrer an St. Rochus:
- 1914–1943: Peter Braun
- 1943–1968: Heinrich Reiff
- 1968–1971: Johannes Henn
- 1971–1982: Josef Witt
- 1982–2007: Hans Doncks
- 2007–2025: Norbert Bolz